# Kurşunkaya, Keban
Kurşunkaya là một xã thuộc huyện Keban, tỉnh Elâzığ, Thổ Nhĩ Kỳ. Dân số thời điểm năm 2011 là 22 người.